# منطقه ۶ پاریس
منطقه ۶ پاریس (به فرانسوی: 6e arrondissement de Paris) یکی از ۲۰ منطقه مسکونی پاریس پایتخت فرانسه است و در ساحل سمت چپ رود سن قرار دارد. نام دیگر منطقه ۶ پاریس منطقه لوکزامبورگ نیز می‌باشد که به ندرت از این نام استفاده می‌شود.

## تاریخچه
در سال ۱۶۱۲ ملکه ماری مدیچی زمینی در این ناحیه خریداری کرد و از سالومون دو برس درخواست کرد تا در آن کاخ لوکزامبورگ را با باغهای زیبا در اطرافش بسازد. کاخ لوکزامبورگ، محله را به یک ناحیه زیبا برای خانواده‌های اشرافی تبدیل کرد.
از سال ۱۹۵۰ منطقه ۶ پاریس به سبب مراکز آموزشی و کافی‌شاپ‌های زیبا و معروف از جمله کافه دو فلور ، کافه دو مگو و مراکز انتشاراتی مانند انتشارات گالیمار ، ژولیار و گراسه و غیره محل ملاقات روشنفکران و نهضت‌های روشنفکری از جمله سورئالیسم ، اگزیستانسیالیسم ، و فمینیسم مدرن بوده است.

## جغرافیا

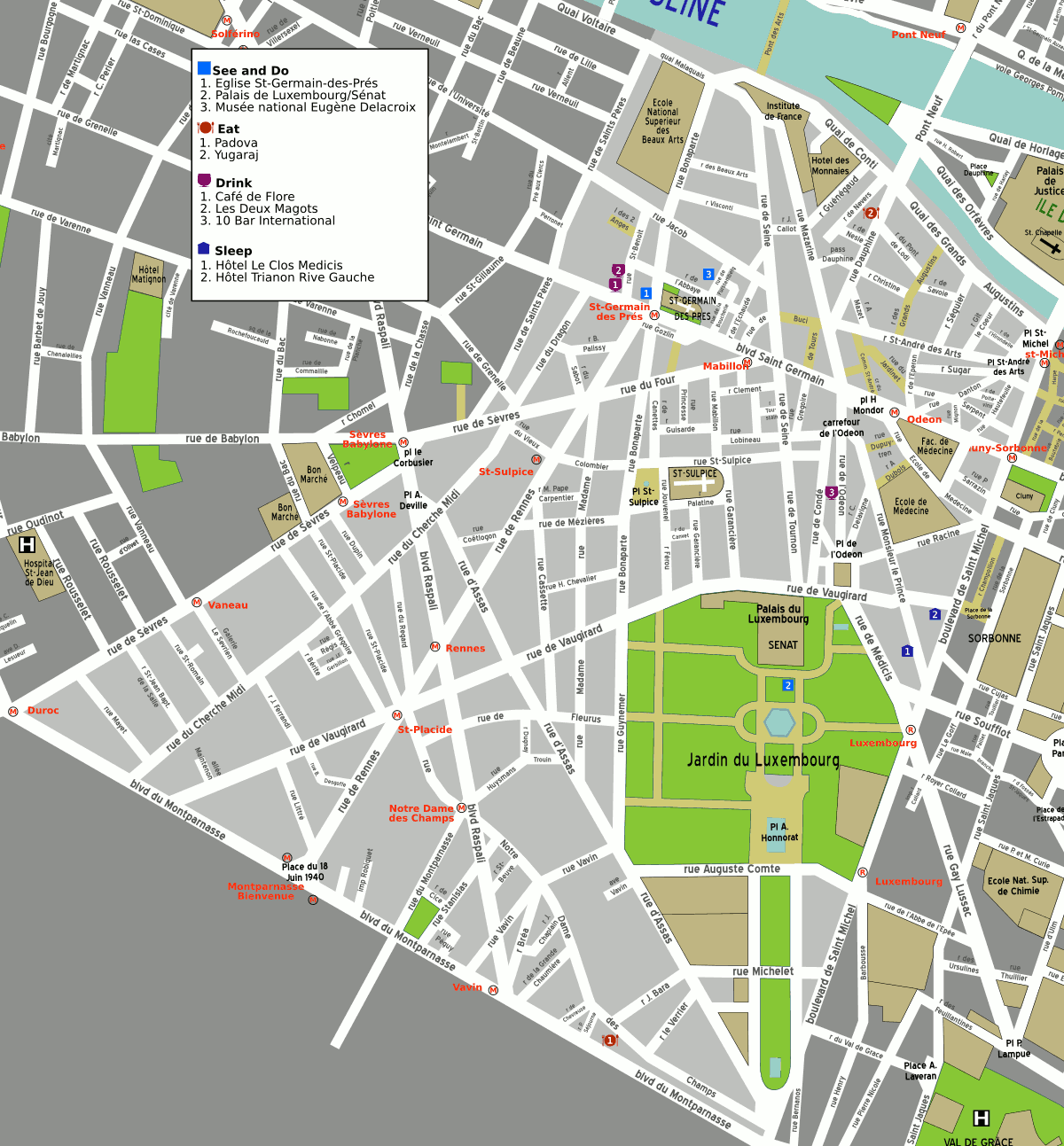
نقشه منطقه ۶ پاریس

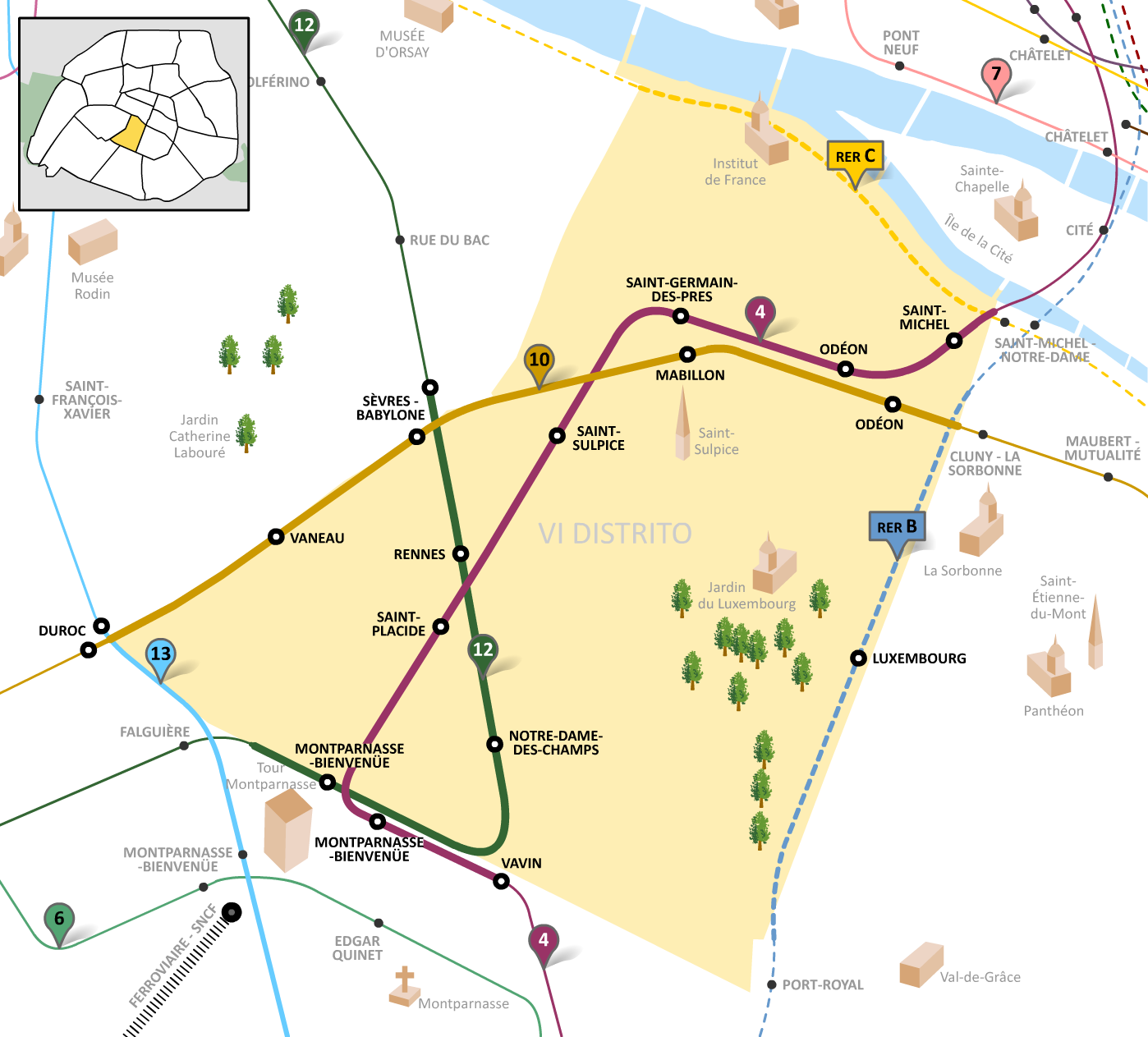
نقشه مترو منطقه ۶ پاریس